# Campeonato Europeu de Atletismo em Pista Coberta de 2023 - Salto em distância masculino
A prova do salto em distância masculino do Campeonato Europeu de Atletismo em Pista Coberta de 2023 foi disputada entre os dias 3 a 5 de março de 2023 na Ataköy Athletics Arena, em Istambul, na Turquia.

## Recordes
Antes desta competição, os recordes mundiais e do campeonato nesta prova eram os seguintes:
|                       | Nome            | Nacionalidade  | Distância | Local       | Data                  |
| --------------------- | --------------- | -------------- | --------- | ----------- | --------------------- |
| Recorde mundial       | Carl Lewis      | Estados Unidos | 8m 79cm   | Nova Iorque | 27 de janeiro de 1984 |
| Recorde europeu       | Sebastian Bayer | Alemanha       | 8m 71cm   | Turim       | 8 de março de 2009    |
| Recorde do campeonato | Sebastian Bayer | Alemanha       | 8m 71cm   | Turim       | 8 de março de 2009    |

## Medalhistas
| Ouro                      | Prata                 | Bronze              |
| Miltiadis Tentoglou (GRE) | Thobias Montler (SWE) | Gabriel Bitan (ROU) |

## Cronograma
Todos os horários são locais (UTC +3).
| Data       | Hora  | Evento       |
| ---------- | ----- | ------------ |
| 3 de março | 09:10 | Qualificação |
| 5 de março | 10:12 | Final        |

## Resultados

### Qualificação
Qualificação: 7,95 m (Q) ou os 8 melhores qualificados (q). 
| Posição | Atleta               | Nacionalidade | #1   | #2   | #3   | Resultados | Notas |
| ------- | -------------------- | ------------- | ---- | ---- | ---- | ---------- | ----- |
| 1       | Thobias Montler      | Suécia        | x    | 7.75 | 8.14 | 8.14       | Q     |
| 2       | Miltiadis Tentoglou  | Grécia        | 7.91 | 8.03 |      | 8.03       | Q     |
| 3       | Gabriel Bitan        | Roménia       | 8.03 |      |      | 8.03       | Q,    |
| 4       | Jaime Guerra         | Espanha       | x    | 7.76 | 7.99 | 7.99       | Q     |
| 5       | Erwan Konaté         | França        | 6.97 | x    | 7.93 | 7.93       | q,    |
| 6       | Bozhidar Sarâboyukov | Bulgária      | x    | 7.67 | 7.89 | 7.89       | q     |
| 7       | Radek Juška          | Chéquia       | 7.82 | 7.86 | 7.84 | 7.86       | q     |
| 8       | Lazar Anić           | Sérvia        | 7.54 | 7.75 | 2.29 | 7.75       | q     |
| 9       | Kristian Pulli       | Finlândia     | 7.66 | 7.47 | x    | 7.66       |       |
| 10      | Jean-Pierre Bertrand | França        | 1.01 | 4.53 | 7.60 | 7.60       |       |
| 11      | Iker Arotzena        | Espanha       | 7.35 | 7.57 | 7.36 | 7.57       |       |
| 12      | Mattia Furlani       | Itália        | x    | x    | 7.57 | 7.57       |       |
| 13      | Henrik Flåtnes       | Noruega       | x    | 7.45 | 7.55 | 7.55       |       |
| 14      | Strahinja Jovančević | Sérvia        | x    | 7.50 | x    | 7.50       |       |
| 15      | Filip Pravdica       | Croácia       | 7.22 | x    | 7.39 | 7.39       |       |
| 16      | Marko Čeko           | Croácia       | 6.85 | x    | 7.39 | 7.39       |       |
| 99      | Kristóf Pap          | Hungria       | x    | x    | x    | NM         |       |
| 99      | Jules Pommery        | França        | x    | x    | x    | NM         |       |

### Final
A final aconteceu às 10:12 no dia 5 de março de 2023.
| Posição           | Atleta               | Nacionalidade | #1   | #2   | #3   | #4   | #5   | #6   | Resultados | Notas                |
| ----------------- | -------------------- | ------------- | ---- | ---- | ---- | ---- | ---- | ---- | ---------- | -------------------- |
| Medalha de ouro   | Miltiadis Tentoglou  | Grécia        | 8.30 | 8.16 | x    | 8.05 | 8.07 | 8.29 | 8.30       |                      |
| Medalha de prata  | Thobias Montler      | Suécia        | x    | 8.19 | 8.14 | x    | x    | x    | 8.19       | Recorde da temporada |
| Medalha de bronze | Gabriel Bitan        | Roménia       | 7.82 | 7.43 | 7.69 | x    | 8.00 | x    | 8.00       |                      |
| 4                 | Bozhidar Sarâboyukov | Bulgária      | 7.76 | 7.68 | x    | x    | x    | 7.97 | 7.97       | Recorde pessoal      |
| 5                 | Radek Juška          | Chéquia       | 7.69 | 7.85 | x    | 7.94 | x    | x    | 7.94       | Recorde da temporada |
| 6                 | Jaime Guerra         | Espanha       | 7.65 | 7.67 | 7.84 | 7.75 | x    | 7.78 | 7.84       |                      |
| 7                 | Erwan Konaté         | França        | x    | 7.54 | x    | x    | 7.65 | 7.55 | 7.65       |                      |
| 8                 | Lazar Anić           | Sérvia        | 2.48 | r    | x    | x    | x    | x    | 2.48       |                      |

Legenda
| Recorde mundial       | Recorde mundial (World record)               |                       | Recorde africano                      | Recorde africano (African) |                                           | Q | Classificado por posição (Qualified) |
| Recorde do campeonato | Recorde do campeonato (Championship record)  | Recorde da América    | Recorde da América (Americas)         | q                          | Classificado por melhor tempo (Qualified) |   |                                      |
| Melhor marca do ano   | Melhor marca do ano (World leading)          | Recorde asiático      | Recorde asiático (Asian)              | DNS                        | Não largou (Did not start)                |   |                                      |
| Recorde nacional      | Recorde nacional (National record)           | Recorde europeu       | Recorde europeu (European)            | DNF                        | Não terminou (Did not finish)             |   |                                      |
| Recorde pessoal       | Recorde pessoal do atleta (Personal best)    | Recorde da Oceania    | Recorde da Oceania (Oceania)          | DSQ / DQ                   | Desclassificado (Disqualified)            |   |                                      |
| Recorde da temporada  | Recorde da temporada do atleta (Season best) | Recorde sul-americano | Recorde sul-americano (South America) | NM                         | Sem marca (No mark)                       |   |                                      |